# Cupiennius getazi
Cupiennius getazi är en spindelart som beskrevs av Simon 1891. Cupiennius getazi ingår i släktet Cupiennius och familjen Ctenidae. Inga underarter finns listade i Catalogue of Life.